# Asami Chiba
Asami Chiba (japanisch 千葉 麻美, Chiba Asami; * 25. September 1985 in Yabuki als Asami Tanno, japanisch 丹野 麻美) ist eine ehemalige japanische Sprinterin, die sich auf den 400-Meter-Lauf spezialisiert hat. Sie ist Inhaberin des japanischen Landesrekords über diese Distanz und wurde 2009 Asienmeisterin über 400 m. 

## Sportliche Laufbahn
Erste internationale Erfahrungen sammelte Asami Chiba im Jahr 2002, als sie bei den Juniorenasienmeisterschaften in Bangkok in 54,72 s die Silbermedaille über 400 m gewann und sich mit der japanischen 4-mal-400-Meter-Staffel in 3:44,48 min die Bronzemedaille sicherte. 2004 gewann sie dann bei den erstmals ausgetragenen Hallenasienmeisterschaften in Teheran in 24,99 s die Bronzemedaille im 200-Meter-Lauf hinter der Chinesin Rong Xie und Ruqaya al-Ghasra aus Bahrain. Mitte Juni gewann sie bei den Juniorenasienmeisterschaften in Ipoh mit neuem japanischen Landesrekord von 52,88 s erneut die Silbermedaille über 400 m und siegte in 46,01 s mit der japanischen 4-mal-100-Meter-Staffel. Anschließend klassierte sie sich bei den Juniorenweltmeisterschaften in Grosseto mit 53,34 s auf dem sechsten Platz über 400 m und schied mit der Staffel mit 45,80 s im Vorlauf aus. 2005 qualifizierte sie sich für die Weltmeisterschaften in Helsinki, kam dort aber mit 52,80 s nicht über die erste Runde hinaus. Anschließend erreichte sie bei der Sommer-Universiade in Izmir das Finale und belegte dort mit 52,91 s den vierten Platz. Daraufhin gewann sie bei den Asienmeisterschaften in Incheon in 52,91 s die Bronzemedaille hinter den Inderinnen Manjeet Kaur und Sathi Geetha und sicherte sich in 3:33,54 min gemeinsam mit Satomi Kubokura, Mayu Kida und Makiko Yoshida die Bronzemedaille in der 4-mal-400-Meter-Staffel hinter den Teams aus Indien und Kasachstan. Daraufhin siegte sie in 52,69 s bei den Ostasienspielen in Macau und gewann dort in 3:36,64 min auch die Silbermedaille hinter dem Team aus China. Im Jahr darauf gelangte sie beim IAAF World Cup in Athen nach 3:38,85 min auf den neunten Platz mit der 4-mal-400-Meter-Staffel und anschließend nahm sie an den Asienspielen in Doha teil und gewann dort in 53,04 s die Bronzemedaille über 400 m hinter der Kasachin Olga Tereschkowa und Manjeet Kaur aus Indien und mit der Staffel gelangte sie nach 3:35,08 min auf den vierten Platz.
2007 sicherte sie sich bei den Asienmeisterschaften in Amman mit 53,20 s die Silbermedaille hinter der Inderin Chitra Soman und auch mit der Staffel gewann sie in 3:33,82 min gemeinsam mit Sayaka Aoki, Satomi Kubokura und Natsumi Watanabe die Silbermedaille hinter den Inderinnen. Anschließend gelangte sie bei den Weltmeisterschaften in Osaka über 400 m bis ins Halbfinale, in dem sie mit 51,81 s ausschied und mit der Staffel verpasste sie trotz neuen Landesrekords von 3:30,17 min den Finaleinzug. Im Jahr darauf nahm sie an den Olympischen Spielen in Peking teil und kam dort mit 52,60 s nicht über die Vorrunde hinaus und schied auch mit der Staffel mit 3:30,52 min im Vorlauf aus. 2009 scheiterte sie bei den Weltmeisterschaften in Berlin mit 53,30 s in der ersten Runde und verpasste mit der Staffel mit 3:34,46 min den Finaleinzug. Anschließend siegte sie bei den Asienmeisterschaften in Guangzhou in 53,32 s im 400-Meter-Lauf und gewann in 3:31,95 min gemeinsam mit Satomi Kubokura, Mayumi Watanabe und Mayu Kida die Bronzemedaille hinter den Teams aus China und Indien. Im Jahr darauf wurde sie beim Continental Cup in Split in 53,38 s Siebte über 400 m und nahm anschließend erneut an den Asienspielen in Guangzhou teil und gewann dort in 52,68 s die Silbermedaille hinter der Kasachin Olga Tereschkowa und belegte im Staffelbewerb in 3:31,81 min den vierten Platz.
2013 gewann sie dann bei den Asienmeisterschaften in Pune in 3:35,72 min gemeinsam mit Sayaka Aoki, Satomi Kubokura und Manami Kira die Bronzemedaille hinter den Teams aus Indien und China. Im Jahr darauf sicherte sie sich dann bei den Asienspielen in Incheon in 3:30,80 min gemeinsam mit Seika Aoyama, Nanako Matsumoto und Kana Ichikawa die Silbermedaille hinter Indien und 2015 belegte sie bei den Asienmeisterschaften in Wuhan mit 54,71 s den siebten Platz über 400 m und wurde mit der Staffel in 3:35,93 min Vierte. Zuvor wurde sie bei den IAAF World Relays auf den Bahamas in 3:34,65 min Zweite im B-Finale der 4-mal-400-Meter-Staffel. Ende August startete sie mit der Staffel bei den Weltmeisterschaften in Peking und verpasste dort mit neuem Landesrekord von 3:28,91 min den Finaleinzug. Im September 2016 bestritt sie in Osaka ihren letzten offiziellen Wettkampf und beendete damit ihre aktive sportliche Karriere im Alter von 31 Jahren.
In den Jahren 2004 und 2005 sowie von 2007 bis 2009 wurde Chiba japanische Meisterin im 400-Meter-Lauf.

## Persönliche Bestleistungen
- 200 Meter: 23,64 s (0,0 m/s), 10. Juni 2007 in Tokio
  - 200 Meter (Halle): 24,44 s, 21. Februar 2004 in Yokohama
- 400 Meter: 51,75 s, 3. Mai 2008 in Shizuoka (japanischer Rekord)
  - 400 Meter (Halle): 53,64 s, 1. März 2005 in Tianjin (japanischer Rekord)